# پریمولین
پریمولین (به انگلیسی: Primuline) با فرمول شیمیایی C۲۱H۱۵N۳O۳S۳ (free acid) یک ترکیب شیمیایی است. که جرم مولی آن متغیر می‌باشد. 